# Blaassteen
Een blaassteen (ook wel 'cystoliet' genoemd) is een steen (calculus) die zich in de urineblaas bevindt. De bijbehorende aandoening (het hebben van blaasstenen) wordt 'cystolithiasis' genoemd. Deze aandoening komt driemaal zo vaak voor bij mannen als bij vrouwen, en vooral op een leeftijd boven de 45 jaar. Iemand die eenmaal blaasstenen heeft gehad, heeft een grote kans op een recidief.

## Symptomen
Soms geven blaasstenen klachten, maar het komt ook voor dat ze bij toeval ontdekt worden en geen enkele klacht geven.
Als er klachten zijn, bestaan die meestal uit forse pijn in onderbuik, rug en soms ook in de heupstreek, moeite met plassen, pijn bij het plassen (strangurie), vaak plassen (pollakisurie) en soms ook bloed in de urine (hematurie). De pijn die bij blaasstenen optreedt heeft meestal een golvend karakter en kan gepaard gaan met misselijkheid, braken en koorts.
De urine heeft de geur van waterstofsulfide (rotte eieren of H2S). Door irritatie van de blaaswand kan blaasontsteking ontstaan.

## Ontstaan en oorzaken
Blaasstenen ontstaan door het uitkristalliseren van chemische stoffen in de blaas. Dit gebeurt vooral als de urine sterk geconcentreerd is.
Mannen die een prostaatvergroting hebben, hebben meer dan gemiddeld last van blaasstenen. Dat komt waarschijnlijk doordat vlotte uitstroom van urine wordt belemmerd door de prostaat, en opgeloste stoffen meer kans hebben om uit te kristalliseren.

Om een vergelijkbare reden komen deze stenen ook vaker voor bij mensen met een dwarslaesie of andere aandoeningen waarbij de blaas vaak niet voldoende geleegd wordt en waarbij urine dus langer in de blaas blijft staan en tijd krijgt om uit te kristalliseren. Ook bij blaasdivertikels en chronische blaasontsteking is de kans vergroot.
Gebruik van urinekatheters vergroot ook de kans op het ontstaan van blaasstenen. Waarschijnlijk komt dat doordat de katheter de blaaswand irriteert waardoor die chronisch ontstoken is. Hetzelfde geldt voor een voorwerp in de urinebuis en blaas.
Een blaassteen kan ook een niersteen zijn die naar de blaas is afgedaald, en daar eventueel verder is uitgegroeid.
Een voedingspatroon met veel vet, suiker en zout en een tekort aan vitamine A en/of bètacaroteen kan, vooral in combinatie met te weinig drinken, leiden tot de vorming van blaasgruis en de vorming van blaasstenen. Ook bij een dieet met veel aan oxaalzuurrijke voedingsstoffen, zoals rabarber en spinazie, kan in combinatie met calcium, steenvorming optreden. Ook de inname van een hogere dan de aanbevolen dosering vitamine C kan steenvorming in de hand werken.

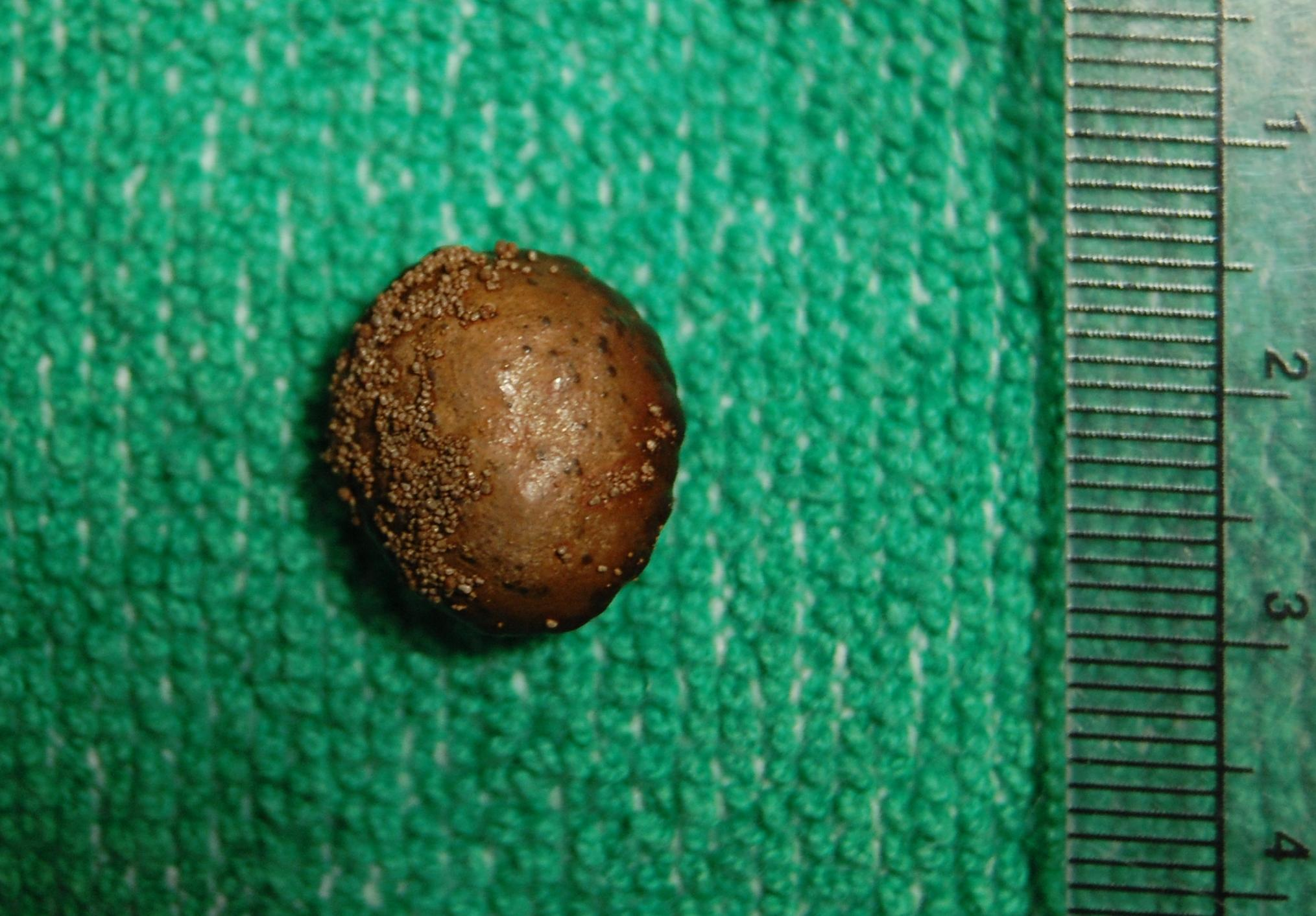
Kleine blaassteen

## Soorten blaasstenen
Er zijn vele verschillende soorten blaasstenen. De soort wordt bepaald door de chemische samenstelling van de steen. Stoffen die blaasstenen kunnen geven, zijn:
- Calciumoxalaat (als monohydraat: whewelliet of als dihydraat: weddelliet)
- Calciumfosfaat
- Magnesiumfosfaat
- Ammoniumfosfaat
- Struviet (ammoniummagnesiumfosfaat)
- Apatiet (calciumhydroxyfosfaat)
- Urinezuur
- etc.

Blaasstenen kunnen sterk in afmeting variëren en komen soms solitair maar ook met meerdere tegelijk voor. Afhankelijk van de samenstelling kunnen hun uiterlijk en hardheid verschillen. Sommige soorten zijn keihard en glad, andere hebben juist grillige vormen met uitsteeksels of zijn soms heel week.

## Diagnostiek
Blaasstenen worden gediagnosticeerd met behulp van urineonderzoek (waarbij zeer kleine steentjes, 'gruis' kunnen worden herkend), echografie, röntgenfoto's of cystoscopie. Ook op een intraveneus pyelogram (IVP), een CT-scan kan een blaassteen aangetoond worden.

## Preventie
De beste manier om het vormen van blaasstenen te voorkomen is door te voorkomen dat er sterk geconcentreerde urine in de blaas komt. De meest voor de hand liggende benadering is om veel te drinken, zodat de nieren sterker verdunde urine produceren. Bovendien wordt er meer geplast, waardoor de doorstroming groter is en urine korter in de blaas blijft.

Verder moet het gebruik van katheters zoveel mogelijk beperkt worden en moeten oorzaken van stagnatie van urine waar mogelijk verholpen worden.
 Voorts is de juiste en evenwichtige inname van voedingsstoffen bepalend om de vorming van blaasstenen te voorkomen.

### Lichaamshouding tijdens urineren
Dat de zittende lichaamshouding van invloed is op het urineren was al eerder beschreven. Een meta-analyse toonde echter, dat voor mannen met prostaatproblemen:
- de hoeveelheid urine die in de blaas achterblijft (post void residual volume) significant is verminderd,
- de kracht van de straal (maximum urinary flow) toeneemt,
- de totale tijd van het urineren (voiding time) afneemt.

Dit urologische profiel resulteert in een lagere kans op blaasontsteking en blaasstenen

## Behandeling
Een blaassteen hoeft niet altijd verwijderd te worden. Bij een asymptomatische blaassteen kan de keus gemaakt worden om hem gewoon te laten zitten. Als er wel klachten zijn, moet er ingegrepen worden.

Bij kleine blaassteentjes is het vaak mogelijk om ze uit te plassen. Dat kan versneld gebeuren door veel te drinken. Bij grotere stenen lukt dat uiteraard niet. Dergelijke stenen moeten op een andere manier verwijderd worden. Kleine stenen kunnen met een endoscoop verbrijzeld worden. Met laserstralen of geluidsgolven stenen in de blaas te vergruizen is niet mogelijk doordat de stenen hiervoor niet op één plaats blijven liggen (voorwaarde voor deze behandeling) in tegenstelling tot nierstenen die vastzitten in de urineleider. De resterende gruisstukjes worden tijdens de ingreep naar buiten gespoeld of worden daarna uitgeplast.

Sommige blaasstenen zijn ook hiervoor te groot of zijn ongevoelig voor deze behandelingen. In een dergelijke situatie is er geen andere oplossing dan hem operatief te verwijderen door de blaas te openen (lithotomie) door middel van een sectio alta (buiksnede).

## Geschiedenis

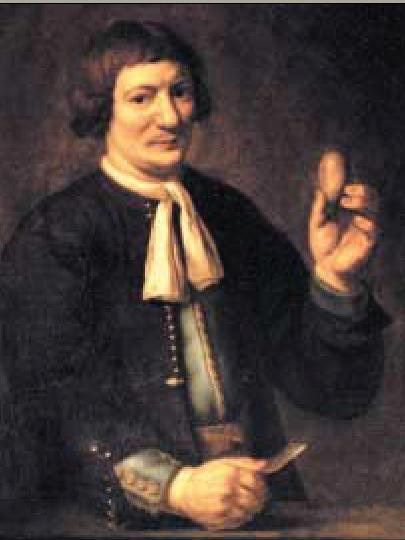
Portret van Jan de Doot, door Carel van Savoyen, die een blaassteen vasthoudt die hij uit zijn eigen lichaam had verwijderd, beschreven in een publicatie uit 1652 in het boek Observationes Medicae door Nicolaes Tulp

De introductie van het steensnijden wordt toegeschreven aan Ammonius Lithotomos, een Griekse steensnijder uit Alexandria, Egypte. De term "lithotomie" komt van de Griekse woorden λιθος (steen) en τομειν (snijden). Aulus Cornelius Celsus schreef dat Lithotomos instrumenten ontwikkelde waarmee hij blaasstenen kon kapotknippen en verwijderen.
Celsus schreef de eerste beschrijving van lithotomie zoals die in zijn tijd werd uitgevoerd, en die sindsdien zijn naam draagt: de Celsusmethode.